# 크리스티앙 바딤
크리스티앙 바딤(Christian Vadim, 1963년 6월 18일 ~ )은 프랑스의 배우이다.

## 출연 작품
- 발렌틴 발렌틴 (2014)
- 범죄는 우리 일 (2008)
- 비발디 (2006)
- 그날 (2003)
- 포악한 영혼 (2001)
- 꿈속의 사랑 싸움 (2000)
- 스카이 나이트 (1988)
- 만월의 밤 (1984)
- 사관과 여대생 (1984)
- 깜짝 파티 (1983)